# 世界まるごとクラシック
世界まるごとクラシックは、「イージー、クラシックへカモン！」を合言葉にクラシックの曲を集めたコンサート。TVでもおなじみの青島広志が指揮・お話・構成を務めており、他に人気のクラシック系アーティストがゲスト出演する。

## 映像
２台のスクリーンが設置されており、ロックコンサートなどで見られるステージのライヴ映像が流れる。クラシック・コンサートでは稀なことであり、例えば演奏者の表情やヴァイオリニストの指の動きなど、数台のカメラが映し出している。また、曲名の表示やプログラムの終盤に行なわれる合唱（出演している合唱団に加えて客席も一緒に合唱する）では、歌詞も表示される。

## トーク
青島広志が笑いを混ぜながら、これから（前に）演奏する曲や作曲者についてのユニークなトークを行う。また「隣の人とおしゃべりしてくださいね！」「眠たくなったら寝てもらってもかまいません」など、演奏会ではタブーとされることを言っている。クラシック音楽はもともと王様のためのものなので、「お客様は王様（王女様）ですから自由にリラックスして聞いてください」という意味を込めているとのこと。また、自身やオーケストラはそれ（王様）に仕えるものたちと語っている。

## プログラム
オーケストラだけではなく、合唱やゲストソリストによる演奏など、一定にならないようにプログラムされている。また、演奏曲目は季節や今年に縁のある作曲者に合わせた選曲が交ぜられている。また、通常の演奏会では照明は薄暗いか、明るいかの２パタンというのが殆どだが、曲目に合わせて照明の色が変わったり、ミラーボールが回ったりと、随所に演出が施されている。

## ヴィジュアル
クラシック演奏会では一貫している映像、照明といったものに細かな変化を付けていることを前述しているが、チラシのデザインもクラシックの演奏会かと疑うようなクリエイティブなデザインが使われている。